# Nauaghia
Nauaghia (An Nawwaqiyah) è un centro abitato della Libia, nella regione della Cirenaica.